# Clubul Sportiv Municipal Satu Mare (pallacanestro)
Il Clubul Sportiv Municipal Satu Mare (più comunemente noto come CSM Satu Mare) è una squadra di pallacanestro della città di Satu Mare in Romania. Milita in Liga Națională, la massima divisione del campionato femminile di pallacanestro rumeno.